# Nederland in de Davis Cup
Nederland in de Davis Cup beschrijft de prestaties van het Nederlands team in de Davis Cup, het meest prestigieuze tennistoernooi voor landen dat sinds 1900 elk jaar wordt gehouden.
Nederland nam voor het eerst deel aan de Davis Cup (destijds nog de International Lawn Tennis Challenge genoemd) in 1920. De Nederlandse deelnemers, Christiaan van Lennep en Arthur Diemer Kool, bereikten de finale van het uitdagerstoernooi, door een overwinning op Zuid-Afrika en een bye door het terugtrekken van Canada. Winst tegen de Verenigde Staten zou hebben geleid tot een finale tegen titelverdediger Australazië (een gecombineerd team van Australië en Nieuw-Zeeland). Nederland trok zich echter terug voor de wedstrijd tegen de Amerikanen. Nederland behoorde wel tot de beste vier tennislanden van de wereld. In 1923 behaalde Nederland de finale van de Europese Zone, waarin het van Frankrijk verloor, de Nederlandse ploeg behoorde toen bij de beste vijf landen van de competitie. 
In 1990 debuteerde Nederland in de wereldgroep, het eindtoernooi voor de beste 16 landen dat in 1981 was geïntroduceerd. Het behalen van een positie bij de beste vier landen werd pas in 2001 opnieuw behaald, toen de Nederlandse ploeg voor het eerst de halve finale van de wereldgroep bereikte. Na overwinningen op Spanje en Duitsland was Frankrijk in de halve finale te sterk. 
De beste prestatie leverde de Nederlandse ploeg in 2024. Toen haalden Tallon Griekspoor en Botic van de Zandschulp de finale. Tijdens het toernooi schakelden zij Spanje en Duitsland uit. In de finale was de ploeg van Italië (Jannik Sinner en Matteo Berrettini) te sterk; zij wonnen met 2-0.
Nederlands recorddeelnemer is Henk Timmer. Hij speelde 65 Davis Cup-wedstrijden, waarvan hij er 43 won.

## Jaaroverzichten

### 2020
In de kwalificatieronde was Kazachstan de tegenstander. Met 1-3 ging de ontmoeting verloren. In actie kwamen Robin Haase (ATP-167), Tallon Griekspoor (ATP-172) en Jean-Julien Rojer (ATP-dubbel-18). Om niet te degraderen zal Nederland in september in en van Uruguay moeten winnen. 

### 2019
Ondanks de degradatie in 2018 mocht Nederland toch meespelen in de Wereldgroep. Reden was dat de opzet van de Davis Cup werd gewijzigd waardoor er extra plaatsen in de Wereldgroep beschikbaar kwamen. Nederland kwam daarvoor in aanmerking vanwege de positie op de landenranglijst. In de kwalificatieronde werd uit van Tsjechië gewonnen. Tallon Griekspoor (ATP-211) debuteerde in het enkelspel waarin ook Robin Haase (ATP-54) speelde. Haase dubbelde met Jean-Julien Rojer. Hierdoor was Nederland present op de eerste editie van het vernieuwde eindtoernooi van de Davis Cup in Madrid. In de groepsfase werd verloren van Kazachstan en het Verenigd Koninkrijk. Botic van de Zandschulp (ATP-200) en Wesley Koolhof (ATP-dubbel-14) (dubbelspel) debuteerden op dat toernooi waarin ook Haase (ATP-163, ATP-dubbel-33), Rojer (ATP-dubbel-20) en Tallon Griekspoor (ATP-179) uitkwamen.

### 2018
Na drie jaar stond Nederland weer in de Wereldgroep. In de eerste ronde ging het met 3-1 onderuit in en tegen titelverdediger en de latere finalist Frankrijk. De enkelspelen werd ingevuld door Robin Haase (ATP-42) en Thiemo de Bakker (ATP-369). Jean-Julien Rojer stond naast Haase in de dubbel. In Canada ging de degradatiewedstrijd met 1-3 verloren waardoor Nederland direct weer degradeerde naar de regionale groep I. Matwé Middelkoop speelde in het dubbel in plaats van Haase. Scott Griekspoor (ATP-224) debuteerde met een invalbeurt op de derde dag.  

### 2017
In de regionale groep I had Nederland een bye in de eerste ronde en werd in de tweede ronde Bosnië-Herzegovina uit met 3-1 verslagen. Robin Haase (ATP-48) en Thiemo de Bakker (ATP-343) speelden in het enkelspel. Jean-Julien Rojer speelde met Haase de dubbel. De daaropvolgende wedstrijd om promotie naar de wereldgroep werd in eigen land gewonnen met 3-2 van Tsjechië. Matwé Middelkoop speelde in het dubbel in plaats van Rojer. 

### 2016
Na een bye in de eerste ronde was Rusland in de tweede ronde de tegenstander. Met voor Nederland in het enkelspel Robin Haase (ATP-65), Thiemo de Bakker (ATP-143) en Matwé Middelkoop (ATP-657) en in het dubbelspel Haase (ATP-dubbel 149) en Middelkoop (ATP-dubbel 59) werd met 4-1 in Moskou verloren. In de degradatiewedstrijd tegen Zweden wist Nederland zich met een 5-0 overwinning te handhaven in de regionale groep I. In Bastad speelden Haase, de Bakker en Tim van Rijthoven (ATP 300) het enkelspel en Haase en Jean-Julien Rojer (ATP-dubbel-11) het dubbelspel.

### 2015
Na de degradatie naar de regionale groep I was Oostenrijk in 2015 de eerste tegenstander. In Wenen won Nederland met 3-2. In actie kwamen  in het enkelspel Robin Haase (ATP-79), Thiemo de Bakker (ATP-145) en Jesse Huta Galung (ATP-269) en in het dubbelspel Haase (ATP-dubbel-66) en Jean-Julien Rojer (ATP-dubbel-6). In de play-off voor promotie speelde Nederland uit tegen titelhouder Zwitserland en verloor met 4-1. Hierdoor komt Nederland ook in 2016 uit in de regionale groep I.

### 2014
Voor het eerst sinds 2009 speelt Nederland in 2014 weer in de wereldgroep. In de eerste ronde verloor het team op bezoek bij titelverdediger Tsjechië met 2-3. In het enkelspel speelden Robin Haase (ATP-46), Igor Sijsling (ATP-62) en Thiemo de Bakker (ATP-139) en vormden Haase (ATP-dubbel-299) en Jean-Julien Rojer (ATP-dubbel-22) het dubbel. In september verloor Nederland thuis tegen Kroatië de degradatiewedstrijd met 2-3 waardoor het degradeerde naar de regionale groep I. In Amsterdam kwamen in het enkelspel Haase (ATP-83), Sijsling (ATP-84) en de Bakker (ATP-144) in actie en speelden Rojer (ATP-dubbel-16) en Haase (ATP-dubbel-45) opnieuw het dubbelspel.

### 2013
Nederland speelde in 2013 voor het vierde achtereenvolgende jaar in de regionale groep I. Het had een bye voor de eerste ronde en in de tweede ronde kwam het team uit in Roemenië. De ontmoeting werd met 5-0 gewonnen. Voor Nederland speelden Robin Haase (ATP-52), Igor Sijsling (ATP-70) en Thiemo de Bakker (ATP-97) in het enkelspel en vormde Haase (ATP-dubbel-45) met Jean-Julien Rojer (ATP-dubbel-8) het dubbel. In de daaropvolgende wedstrijd voor promotie naar de wereldgroep werd Oostenrijk verslagen waardoor het Nederlands team na 2009 weer terugkeert in de wereldgroep.

### 2012
Nederland won in 2012 in de eerste ronde van de regionale groep 1 thuis van Finland. In de thuiswedstrijd tegen Roemenië, in de tweede ronde, plaatste Nederland zich voor een promotiewedstrijd naar de wereldgroep. Hierin bleek Zwitserland, dat aantrad met wereldtopper Roger Federer te sterk. Dubbelspecialist Jean-Julien Rojer, die eerder voor de Nederlandse Antillen uitkwam, mocht vanaf januari voor het Nederlandse Daviscupteam spelen. In de eerste ronde kwamen Robin Haase (ATP-54), Thiemo de Bakker (ATP-209), Jesse Huta Galung (ATP-237) en Rojer (ATP-32 (dubbel)) in actie.

### 2011
In 2011 begon Nederland opnieuw in de regionale groep 1. In de eerste ronde speelde Nederland, waarvan de selectie bestond uit Thiemo de Bakker, Robin Haase, Jesse Huta Galung, Igor Sijsling en debutant Thomas Schoorel, uit tegen Oekraïne. Dit duel werd door Nederland gewonnen met 3-2. In de tweede ronde nam Nederland het in een uitwedstrijd op tegen Zuid-Afrika. Inzet van die wedstrijd, die van 8 tot en met 10 juli zou plaatsvinden, was een plek in de play-offs voor de wereldgroep. Omdat Nederland die wedstrijd met 3-1 verloor handhaafde het zich in de regionale groep 1. In Potchefstroom speelden namens Nederland Robin Haase, Jesse Huta Galung en Thomas Schoorel.

### 2010
Na de degradatie speelt Nederland in 2010 in de regionale groep 1. Het had in de eerste ronde een bye en speelde in de tweede ronde in Zoetermeer tegen Italië om een plaats in de wereldgroep play-offs. Het team bestond uit Thiemo de Bakker, Robin Haase, Jesse Huta Galung, Igor Sijsling, Raemon Sluiter en coach Jan Siemerink. De wedstrijd ging met 1-4 verloren waardoor in een uitwedstrijd tegen Wit-Rusland degradatie naar de regionale groep 2 voorkomen moest worden. Bij verlies zou het in september een degradatiewedstrijd spelen, maar door een 4-1 winst in Minsk handhaafde Nederland zich. Voor Nederland speelden Thiemo de Bakker, Robin Haase en Igor Sijsling.

### 2009
In 2009 speelde Nederland in de Wereldgroep. Het was de eerste deelname sinds 2006. Nederland verloor in de eerste ronde kansloos van Argentinië (0-5). De selectie bestond uit Jesse Huta Galung, Thiemo de Bakker, Matwé Middelkoop en Rogier Wassen. De degradatiewedstrijd werd thuis tegen Frankrijk met 1-4 verloren. Hierdoor degradeerde het team direct weer terug naar de regionale groep 1.

### 2008
In 2008 speelde Nederland in de regionale groep 1 van de Europees/Afrikaanse zone. Oranje had een bye voor de eerste ronde. In de tweede ronde moest uit, in Skopje, tegen Macedonië worden gespeeld. Robin Haase won eenvoudig de eerste wedstrijd tegen Lazar Magdincev. Debutant Thiemo de Bakker, 19 jaar oud, verloor de eerste set van de tweede wedstrijd, maar herstelde zich goed en won vrij eenvoudig de partij tegen Predrag Rusevski. In het dubbel ging het mis toen Peter Wessels zich op het zachte gravel verstapte en zijn enkelbanden scheurde. Wessels en Haase moesten opgeven tegen Magdincev en Rusevski. De resterende enkelspelen werden overtuigend gewonnen door Haase tegen Rusevski en de Bakker tegen Ilija Martinoski.
Met deze overwinning plaatste Nederland zich voor een promotiewedstrijd naar de Wereldgroep. Die werd in september in Apeldoorn met 3-2 gewonnen van Zuid-Korea.

## Enkele gegevens
- eerste deelname: 1920
- aantal deelnames: 92 (tot en met 2020)
- aantal wedstrijden: 169 (76x winst, 93x verlies)
- aantal jaar in de wereldgroep vanaf 1981: 22 (11x winst, 24x verlies) (tot en met 2022 Nederland-Canada)
- Beste resultaat in toernooi: Finalist in 2024.

## Winst / verlies tabel
| Locatie  | winst | verlies | totaal |
| -------- | ----- | ------- | ------ |
| thuis    | 45    | 42      | 87     |
| uit      | 29    | 48      | 77     |
| neutraal | 0     | 3       | 3      |
| Totaal   | 74    | 93      | 167    |

Gegevens bijgewerkt tot en met Kazachstan-Nederland, 6 maart 2020.

## Overzicht gespeelde wedstrijden
De onderstaande tabel geeft een overzicht van alle wedstrijden die Nederland tot nu toe in de Davis Cup heeft gespeeld.
| niveau 1 | niveau 2 | niveau 3 | niveau 4 | niveau 5 |

| datum      | tegenstander          | uitslag | locatie          | groep    | ronde             | winst/verlies |
| ---------- | --------------------- | ------- | ---------------- | -------- | ----------------- | ------------- |
| 24-11-2024 | Italië                | 0-2     | Spanje           | WG       | finale            | v             |
| 22-11-2024 | Duitsland             | 2-0     | Spanje           | WG       | halve finale      | w             |
| 19-11-2024 | Spanje                | 2-1     | Spanje           | WG       | kwartfinale       | w             |
| 15-09-2024 | Italië                | 1-2     | Italie           | WG       | groepsfase        | v             |
| 12-09-2024 | Brazilië              | 2-1     | Italië           | WG       | groepsfase        | w             |
| 10-09-2024 | België                | 1-2     | Italie           | WG       | groepsfase        | v             |
| 02-02-2024 | Zwitserland           | 3-2     | thuis            | WG PO    | n.v.t.            | w             |
| 22-11-2023 | Italië                | 1-2     | Spanje           | WG       | kwartfinale       | v             |
| 17-09-2023 | Kroatië               | 1-2     | Kroatië          | WG       | groepsfase        | v             |
| 14-09-2023 | Verenigde Staten      | 2-1     | Kroatië          | WG       | groepsfase        | w             |
| 12-09-2023 | Finland               | 2-1     | Kroatie          | WG       | groepsfase        | w             |
| 04-02-2023 | Slowakije             | 4-0     | thuis            | WG PO    | n.v.t.            | w             |
| 22-11-2022 | Australië             | 1-2     | Spanje           | WG       | kwartfinale       | v             |
| 19-09-2022 | Verenigde Staten      | 2-1     | Schotland        | WG       | groepsfase        | w             |
| 16-09-2022 | Verenigd Koninkrijk   | 2-1     | Schotland        | WG       | groepsfase        | w             |
| 13-09-2022 | Kazachstan            | 2-1     | Schotland        | WG       | groepsfase        | w             |
| 04-03-2022 | Canada                | 4-0     | thuis            | WG       | 1e ronde          | w             |
| 18-09-2021 | Uruguay               | 0-4     | uit              | WG PO    | n.v.t.            | w             |
| 06-03-2020 | Kazachstan            | 3-1     | uit              | WG       | kwalificatieronde | v             |
| 20-11-2019 | Verenigd Koninkrijk   | 1-2     | Spanje           | WG       | groepsfase        | v             |
| 19-11-2019 | Kazachstan            | 1-2     | Spanje           | WG       | groepsfase        | v             |
| 01-02-2019 | Tsjechië              | 1-3     | uit              | WG       | kwalificatieronde | w             |
| 14-09-2018 | Canada                | 3-1     | uit              | WG PO    | n.v.t.            | v             |
| 02-02-2018 | Frankrijk             | 3-1     | uit              | WG       | 1e ronde          | v             |
| 15-09-2017 | Tsjechië              | 3-2     | thuis            | WG PO    | n.v.t.            | w             |
| 07-04-2017 | Bosnië en Herzegovina | 1-3     | uit              | EA G1    | 2e ronde          | w             |
| 18-09-2016 | Zweden                | 5-0     | uit              | EA G1 PO | n.v.t.            | w             |
| 15-07-2016 | Rusland               | 1-4     | uit              | EA G1    | 2e ronde          | v             |
| 18-09-2015 | Zwitserland           | 1-4     | uit              | WG PO    | n.v.t.            | v             |
| 17-07-2015 | Oostenrijk            | 3-2     | uit              | EA G1    | 2e ronde          | w             |
| 14-09-2014 | Kroatië               | 2-3     | thuis            | WG PO    | n.v.t.            | v             |
| 02-02-2014 | Tsjechië              | 2-3     | uit              | WG       | 1e ronde          | v             |
| 13-09-2013 | Oostenrijk            | 5-0     | thuis            | WG PO    | n.v.t.            | w             |
| 04-04-2013 | Roemenië              | 5-0     | uit              | EA G1    | 2e ronde          | w             |
| 14-09-2012 | Zwitserland           | 2-3     | thuis            | WG PO    | n.v.t.            | v             |
| 06-04-2012 | Roemenië              | 5-0     | thuis            | EA G1    | 2e ronde          | w             |
| 10-02-2012 | Finland               | 5-0     | thuis            | EA G1    | 1e ronde          | w             |
| 08-07-2011 | Zuid-Afrika           | 1-3     | uit              | EA G1    | 2e ronde          | v             |
| 04-03-2011 | Oekraïne              | 3-2     | uit              | EA G1    | 1e ronde          | w             |
| 09-07-2010 | Wit-Rusland           | 4-1     | uit              | EA G1 PO | 1e ronde          | w             |
| 07-05-2010 | Italië                | 1-4     | thuis            | EA G1    | 2e ronde          | v             |
| 18-09-2009 | Frankrijk             | 1-4     | thuis            | WG PO    | n.v.t.            | v             |
| 06-03-2009 | Argentinië            | 0-5     | uit              | WG       | 1e ronde          | v             |
| 19-09-2008 | Zuid-Korea            | 3-2     | thuis            | WG PO    | n.v.t.            | w             |
| 13-04-2008 | Macedonië             | 4-1     | uit              | EA G1    | 2e ronde          | w             |
| 21-09-2007 | Portugal              | 5-0     | thuis            | EA G1 PO | 2e ronde          | w             |
| 06-04-2007 | Verenigd Koninkrijk   | 1-4     | uit              | EA G1    | 2e ronde          | v             |
| 24-09-2006 | Tsjechië              | 1-4     | thuis            | WG PO    | n.v.t.            | v             |
| 12-02-2006 | Rusland               | 0-5     | thuis            | WG       | 1e ronde          | v             |
| 17-07-2005 | Slowakije             | 1-4     | uit              | WG       | kwartfinale       | v             |
| 06-03-2005 | Zwitserland           | 3-2     | uit              | WG       | 1e ronde          | w             |
| 11-04-2004 | Spanje                | 1-4     | uit              | WG       | kwartfinale       | v             |
| 08-02-2004 | Canada                | 4-1     | thuis            | WG       | 1e ronde          | w             |
| 21-09-2003 | India                 | 5-0     | thuis            | WG PO    | n.v.t.            | w             |
| 09-02-2003 | Zwitserland           | 2-3     | thuis            | WG       | 1e ronde          | v             |
| 22-09-2002 | Finland               | 4-1     | uit              | WG QR    | 1e ronde          | w             |
| 10-02-2002 | Frankrijk             | 2-3     | uit              | WG       | 1e ronde          | v             |
| 23-09-2001 | Frankrijk             | 2-3     | thuis            | WG       | halve finale      | v             |
| 08-04-2001 | Duitsland             | 4-1     | thuis            | WG       | kwartfinale       | w             |
| 11-02-2001 | Spanje                | 4-1     | thuis            | WG       | 1e ronde          | w             |
| 16-07-2000 | Oezbekistan           | 4-1     | uit              | WG QR    | 1e ronde          | w             |
| 06-02-2000 | Duitsland             | 1-4     | uit              | WG       | 1e ronde          | v             |
| 26-09-1999 | Ecuador               | 3-2     | uit              | WG QR    | 1e ronde          | w             |
| 04-04-1999 | Frankrijk             | 1-4     | uit              | WG       | 1e ronde          | v             |
| 27-09-1998 | Ecuador               | 5-0     | thuis            | WG QR    | 1e ronde          | w             |
| 05-04-1998 | België                | 2-3     | uit              | WG       | 1e ronde          | v             |
| 06-04-1997 | Verenigde Staten      | 1-4     | uit              | WG       | kwartfinale       | v             |
| 09-02-1997 | Roemenië              | 3-2     | uit              | WG       | 1e ronde          | w             |
| 22-09-1996 | Nieuw-Zeeland         | 4-1     | thuis            | WG QR    | 1e ronde          | w             |
| 11-02-1996 | India                 | 2-3     | uit              | WG       | 1e ronde          | v             |
| 02-04-1995 | Duitsland             | 1-4     | thuis            | WG       | kwartfinale       | v             |
| 05-02-1995 | Zwitserland           | 4-1     | uit              | WG       | 1e ronde          | w             |
| 17-07-1994 | Verenigde Staten      | 2-3     | thuis            | WG       | kwartfinale       | v             |
| 27-03-1994 | België                | 5-0     | thuis            | WG       | 1e ronde          | w             |
| 18-07-1993 | Zweden                | 1-4     | thuis            | WG       | kwartfinale       | v             |
| 28-03-1993 | Spanje                | 3-2     | uit              | WG       | 1e ronde          | w             |
| 27-09-1992 | Uruguay               | 4-1     | thuis            | WG QR    | 1e ronde          | w             |
| 02-02-1992 | Zwitserland           | 1-4     | thuis            | WG       | 1e ronde          | v             |
| 22-09-1991 | Mexico                | 5-0     | uit              | WG QR    | 1e ronde          | w             |
| 05-05-1991 | Portugal              | 4-1     | uit              | EA G1    | halve finale      | w             |
| 23-09-1990 | Canada                | 2-3     | uit              | WG QR    | 1e ronde          | v             |
| 04-02-1990 | Duitsland             | 2-3     | uit              | WG       | 1e ronde          | v             |
| 23-07-1989 | Indonesië             | 5-0     | thuis            | WG QR    | 1e ronde          | w             |
| 07-05-1989 | Portugal              | 4-1     | thuis            | EA G1    | halve finale      | w             |
| 24-07-1988 | Sovjet-Unie           | 0-5     | uit              | EUR G1   | finale            | v             |
| 12-06-1988 | Senegal               | 3-2     | thuis            | EUR G1   | halve finale      | w             |
| 26-07-1987 | Sovjet-Unie           | 1-4     | thuis            | EUR      | halve finale      | v             |
| 14-06-1987 | Ierland               | 4-1     | uit              | EUR      | kwartfinale       | w             |
| 20-07-1986 | Israël                | 1-3     | thuis            | EUR      | halve finale      | v             |
| 15-06-1986 | Nigeria               | 3-2     | uit              | EUR      | kwartfinale       | w             |
| 11-05-1986 | Saoedi-Arabië ^       |         |                  | EUR      | 1e ronde          |               |
| 16-06-1985 | Israël                | 1-4     | uit              | EUR      | kwartfinale       | v             |
| 12-05-1985 | Finland               | 4-1     | thuis            | EUR      | 1e ronde          | w             |
| 17-06-1984 | Spanje                | 2-3     | thuis            | EUR      | kwartfinale       | v             |
| 10-07-1983 | Zwitserland           | 1-3     | uit              | EUR      | halve finale      | v             |
| 12-06-1983 | Egypte                | 4-1     | uit              | EUR      | kwartfinale       | w             |
| 08-05-1983 | Portugal              | 4-1     | uit              | EUR      | 1e ronde          | w             |
| 13-06-1982 | Denemarken            | 0-3     | uit              | EUR      | kwartfinale       | v             |
| 27-09-1981 | Sovjet-Unie           | 0-5     | uit              | EUR      | finale            | v             |
| 11-07-1981 | Finland               | 5-0     | uit              | EUR      | halve finale      | w             |
| 14-06-1981 | Ierland               | 4-1     | thuis            | EUR      | kwartfinale       | w             |
| 10-02-1980 | Spanje                | 1-4     | uit              | EUR PR   | kwartfinale       | v             |
| 16-09-1979 | Denemarken            | 3-2     | thuis            | EUR PR   | 1e ronde          | w             |
| 18-03-1979 | Frankrijk             | 2-3     | thuis            | EUR PR   | kwartfinale       | v             |
| 17-09-1978 | Noorwegen             | 4-1     | thuis            | EUR PR   | 1e ronde          | w             |
| 19-03-1978 | Tsjecho-Slowakije     | 1-3     | uit              | EUR PR   | kwartfinale       | v             |
| 18-09-1977 | Griekenland           | 4-1     | thuis            | EUR PR   | 1e ronde          | w             |
| 24-04-1977 | Joegoslavië           | 0-5     | thuis            | EUR PR   | kwartfinale       | v             |
| 26-09-1976 | Israël                | 5-0     | thuis            | EUR PR   | 1e ronde          | w             |
| 28-09-1975 | België                | 1-4     | uit              | EUR PR   | 1e ronde          | v             |
| 04-05-1975 | Hongarije             | 0-5     | uit              | EUR PR   | kwartfinale       | v             |
| 26-05-1974 | Zweden                | 1-4     | uit              | EUR      | 1e ronde          | v             |
| 12-05-1974 | Finland               | 4-1     | thuis            | EUR PR   | kwartfinale       | w             |
| 20-05-1973 | Roemenië              | 2-3     | thuis            | EUR      | kwartfinale       | v             |
| 05-05-1973 | Israël                | 4-1     | uit              | EUR      | 1e ronde          | w             |
| 22-05-1972 | Italië                | 1-4     | uit              | EUR      | kwartfinale       | v             |
| 07-05-1972 | Noorwegen             | 5-0     | thuis            | EUR      | 1e ronde          | w             |
| 02-05-1971 | Roemenië              | 0-5     | uit              | EUR udt  | 1e ronde          | v             |
| 10-05-1970 | Griekenland           | 1-4     | uit              | EUR udt  | 1e ronde          | v             |
| 11-05-1969 | Canada                | 2-3     | thuis            | EUR udt  | 1e ronde          | v             |
| 06-05-1968 | Spanje                | 2-3     | uit              | EUR udt  | 1e ronde          | v             |
| 06-05-1967 | Zuid-Afrika           | 2-3     | thuis            | EUR udt  | 1e ronde          | v             |
| 15-05-1966 | Zuid-Afrika           | 1-4     | thuis            | EUR udt  | kwartfinale       | v             |
| 01-05-1966 | Ierland               | 5-0     | thuis            | EUR udt  | 1e ronde          | w             |
| 02-05-1965 | Zuid-Afrika           | 0-4     | thuis            | EUR udt  | 1e ronde          | v             |
| 17-05-1964 | Frankrijk             | 0-5     | uit              | EUR udt  | 2e ronde          | v             |
| 03-05-1964 | Hongarije             | 3-2     | thuis            | EUR udt  | 1e ronde          | w             |
| 05-05-1963 | Rhodesië en Nyasaland | 1-4     | thuis            | EUR udt  | 1e ronde          | v             |
| 07-05-1962 | Sovjet-Unie           | 0-5     | thuis            | EUR udt  | 1e ronde          | v             |
| 04-06-1961 | West-Duitsland        | 0-5     | thuis            | EUR udt  | 2e ronde          | v             |
| 07-05-1961 | Zwitserland           | 3-2     | uit              | EUR udt  | 1e ronde          | w             |
| 15-05-1960 | Verenigd Koninkrijk   | 0-5     | thuis            | EUR udt  | 2e ronde          | v             |
| 01-05-1960 | Noorwegen             | 3-2     | uit              | EUR udt  | 1e ronde          | w             |
| 03-05-1959 | België                | 1-4     | uit              | EUR udt  | 1e ronde          | v             |
| 27-04-1958 | West-Duitsland        | 0-4     | uit              | EUR udt  | 1e ronde          | v             |
| 20-05-1957 | Italië                | 0-5     | thuis            | EUR udt  | 2e ronde          | v             |
| 28-04-1957 | Noorwegen             | 4-1     | thuis            | EUR udt  | 1e ronde          | w             |
| 13-05-1956 | Chili                 | 0-5     | thuis            | EUR udt  | 2e ronde          | v             |
| 29-04-1956 | Turkije               | 5-0     | uit              | EUR udt  | 1e ronde          | w             |
| 01-05-1955 | Zwitserland           | 2-3     | uit              | EUR udt  | 1e ronde          | v             |
| 02-05-1954 | Spanje                | 1-4     | thuis            | EUR udt  | 1e ronde          | v             |
| 16-05-1953 | Italië                | 0-5     | thuis            | EUR udt  | 2e ronde          | v             |
| 03-05-1953 | Ceylon                | 5-0     | thuis            | EUR udt  | 1e ronde          | w             |
| 18-05-1952 | Frankrijk             | 1-4     | uit              | EUR udt  | 2e ronde          | v             |
| 17-06-1951 | Filipijnen            | 1-4     | thuis            | EUR udt  | kwartfinale       | v             |
| 13-05-1951 | Ierland               | 3-2     | thuis            | EUR udt  | 2e ronde          | w             |
| 05-05-1951 | Monaco                | 4-1     | thuis            | EUR udt  | 1e ronde          | w             |
| 07-05-1950 | Zweden                | 1-4     | thuis            | EUR udt  | 1e ronde          | v             |
| 02-05-1949 | Zuid-Afrika           | 0-5     | thuis            | EUR udt  | 1e ronde          | v             |
| 12-06-1948 | Verenigd Koninkrijk   | 1-4     | uit              | EUR udt  | kwartfinale       | v             |
| 08-05-1948 | Portugal              | 5-0     | thuis            | EUR udt  | 2e ronde          | w             |
| 17-05-1947 | Zuid-Afrika           | 1-4     | thuis            | EUR udt  | 2e ronde          | v             |
| 12-05-1946 | Zweden                | 0-5     | uit              | EUR udt  | 1e ronde          | v             |
| 07-05-1939 | Polen                 | 1-4     | uit              | EUR udt  | 1e ronde          | v             |
| 07-05-1938 | Frankrijk             | 2-3     | thuis            | EUR udt  | 1e ronde          | v             |
| 02-05-1937 | Zuid-Afrika           | 0-5     | thuis            | EUR udt  | 1e ronde          | v             |
| 11-05-1936 | Frankrijk             | 1-4     | thuis            | EUR udt  | 2e ronde          | v             |
| 03-05-1936 | Monaco                | 3-2     | uit              | EUR udt  | 1e ronde          | w             |
| 12-05-1935 | Japan                 | 0-5     | thuis            | EUR udt  | 1e ronde          | v             |
| 26-08-1934 | Zweden                | 3-2     | uit              | EUR QR   | kwartfinale       | w             |
| 05-08-1934 | Monaco                | 4-1     | thuis            | EUR QR   | 2e ronde          | w             |
| 20-08-1933 | Italië                | 2-3     | thuis            | EUR QR   | kwartfinale       | v             |
| 13-08-1933 | Roemenië              | 4-1     | thuis            | EUR QR   | 2e ronde          | w             |
| 21-05-1933 | Duitse Rijk           | 1-4     | uit              | EUR udt  | 2e ronde          | v             |
| 07-05-1933 | Polen                 | 3-2     | thuis            | EUR udt  | 1e ronde          | w             |
| 17-05-1932 | Polen                 | 1-4     | uit              | EUR udt  | 2e ronde          | v             |
| 17-05-1931 | Italië                | 0-3     | uit              | EUR udt  | 2e ronde          | v             |
| 01-06-1930 | Tsjecho-Slowakije     | 2-3     | thuis            | EUR udt  | kwartfinale       | v             |
| 18-05-1930 | Finland               | 4-1     | thuis            | EUR udt  | 2e ronde          | w             |
| 09-06-1929 | Hongarije             | 2-3     | uit              | EUR udt  | kwartfinale       | v             |
| 19-05-1929 | Egypte                | 4-1     | thuis            | EUR udt  | 2e ronde          | w             |
| 01-05-1929 | Portugal              | w.o.    |                  | EUR udt  | 1e ronde          | w             |
| 24-06-1928 | Tsjecho-Slowakije     | 2-3     | uit              | EUR udt  | halve finale      | v             |
| 09-06-1928 | Oostenrijk            | 3-0     | thuis            | EUR udt  | kwartfinale       | w             |
| 20-05-1928 | Hongarije             | 3-2     | thuis            | EUR udt  | 2e ronde          | w             |
| 12-05-1928 | Ierse Vrijstaat       | 5-0     | uit              | EUR udt  | 1e ronde          | w             |
| 05-05-1927 | Denemarken            | 1-4     | uit              | EUR udt  | 1e ronde          | v             |
| 18-05-1926 | Italië                | 2-3     | uit              | EUR udt  | 2e ronde          | v             |
| 09-05-1926 | België                | 3-2     | thuis            | EUR udt  | 1e ronde          | w             |
| 20-07-1925 | Frankrijk             | 0-4     | thuis            | EUR udt  | finale            | v             |
| 12-07-1925 | Brits-Indië           | 4-1     | thuis            | EUR udt  | halve finale      | w             |
| 14-06-1925 | Zweden                | 5-0     | thuis            | EUR udt  | kwartfinale       | w             |
| 18-05-1925 | Tsjecho-Slowakije     | 3-2     | thuis            | EUR udt  | 1e ronde          | w             |
| 31-05-1924 | Brits-Indië           | 1-4     | thuis            | EUR udt  | 2e ronde          | v             |
| 11-07-1923 | Spanje                | 0-5     | Groot-Brittannië | EUR udt  | halve finale      | v             |
| 03-06-1923 | Italië                | 5-0     | thuis            | EUR udt  | kwartfinale       | w             |
| 01-09-1920 | Verenigde Staten      | w.o.    |                  | WG udt   | finale            | v             |
| 01-08-1920 | Canada                | w.o.    |                  | WG udt   | halve finale      | w             |
| 13-06-1920 | Unie van Zuid-Afrika  | 3-2     | thuis            | WG udt   | 1e ronde          | w             |

w.o.: trok zich terug 
WG=Wereldgroep, EUR = Europese zone, QR = kwalificatieronde, PR = voorronde, G1 = groep 1, EA = Europees/Afrikaanse zone, PO = promotie/degradatiewedstrijd, udt = uitdagingstoernooi